# Liriomyza freidbergi
Liriomyza freidbergi este o specie de muște din genul Liriomyza, familia Agromyzidae, descrisă de Spencer în anul 1974.
Este endemică în Israel. Conform Catalogue of Life specia Liriomyza freidbergi nu are subspecii cunoscute.